# Adiantum pumilum
Adiantum pumilum är en kantbräkenväxtart som beskrevs av Olof Peter Swartz. Adiantum pumilum ingår i släktet Adiantum och familjen Pteridaceae. Inga underarter finns listade.